# Toomas Kallaste
Toomas Kallaste (* 27. Januar 1971 in Tallinn) ist ein ehemaliger estnischer Fußballspieler auf der Position eines Abwehrspielers. Kallaste spielte auch in Finnland und Schweden. Nach Beendigung seiner Profilaufbahn spielte er noch weitere vier Spielzeiten in unteren Ligen.
In der Nationalmannschaft kam Kallaste auf 42 Einsätze; er debütierte 1992 im Spiel gegen Schweden.
Kallaste wurde je zweimal estnischer Meister resp. Pokalsieger. Nach seiner sportlichen Karriere ist er im Management von OÜ Monkey Sport International tätig.